# Sei giorni di New York
La Sei giorni di New York (inglese: Six Days of New York) era una competizione di ciclismo su pista di tipo sei giorni svoltasi a New York, negli Stati Uniti, tra il 1899 e il 1961.
La gara ebbe luogo per la prima volta dal 4 al 10 dicembre 1899 con diciannove coppie al via nell'allora Madison Square Garden II, all'angolo tra la 26ª Strada e Madison Avenue a Manhattan; la vittoria andò agli statunitensi Charles Miller e Frank Waller. La prova fu poi organizzata fino al 1961 con cadenza almeno annuale, anche se in numerose stagioni, come nel 1920, 1929 e 1948, si tennero fino a tre edizioni per anno. Dal 1940 al 1947, dal 1951 al 1958 e nel 1960 non venne invece disputata. Dal 1925 al 1961, a seguito dell'abbattimento del secondo Garden, fu ospitata dal nuovo Madison Square Garden (o MSG III), sempre a Manhattan, ma sull'8ª Avenue tra la 49ª e la 50ª Strada.
I ciclisti che si sono aggiudicati più volte la prova sono l'australiano Alfred Goullet, con otto successi tra il 1913 e il 1923, e l'italiano Franco Giorgetti, con otto successi tra il 1926 e il 1935.

## Albo d'oro
Aggiornato all'edizione 1961.
| Anno     | Vincitori                               | Secondi                                | Terzi                                   |
| -------- | --------------------------------------- | -------------------------------------- | --------------------------------------- |
| 1899     | Charles Miller & Frank Waller           | Otto Maya & Archie McEachern           | Louis Grimm & Burns Pierce              |
| 1900     | Harry Elkes & Floyd McFarland           | Archie McEachern & Burns Pierce        | Jean Gougoltz & César Simar             |
| 1901     | Archie McEachern & Robert Walthour sr.  | Otto Maya & Lester Wilson              | Ben Munroe & Jeddy Newkirk              |
| 1902     | Floyd Krebs & Georges Leander           | Jacobson & Jeddy Newkirk               | Otto Maya & Floyd McFarland             |
| 1903     | Ben Munroe & Robert Walthour            | Nat Butler & Georges Leander           | Floyd Krebs & Peterson                  |
| 1904     | Oliver Dorlon & Eddy Root               | John Stol & Arthur Vanderstuyft        | W.E. Samuelson & E. Williams            |
| 1905     | Joe Fogler & Eddy Root                  | John Bedell & Menus Bedell             | Hugh McLean & Jim Moran                 |
| 1906     | Joe Fogler & Eddy Root                  | Burt Downing & Bill Hopper             | Floyd McFarland & Walter Rütt           |
| 1907     | Walter Rütt & John Stol                 | Joe Fogler & Jim Moran                 | Victor Dupré & Léon Georget             |
| 1908     | Floyd McFarland & Jim Moran             | Walter Rütt & John Stol                | Walter De Mara & Alfred Hill            |
| 1909     | Jack Clark & Walter Rütt                | Joe Fogler & Eddy Root                 | Elmer Collins & Robert Walthour         |
| 1910     | Jim Moran & Eddy Root                   | Jack Clark & Walter Rütt               | Joe Fogler & Alfred Hill                |
| 1911     | Jack Clark & Joe Fogler                 | Frank Kramer & Jim Moran               | Percy Lawrence & Walter De Mara         |
| 1912     | Joe Fogler & Walter Rütt                | John Bedell & Worthington Mitten       | Jack Clark & Alfred Hill                |
| 1913     | Joe Fogler & Alfred Goullet             | Percy Lawrence & Jake Magin            | Reginald McNamara & Jim Moran           |
| 1914     | Alfred Goullet & Alfred Grenda          | Peter Drobach & Ivar Lawson            | Reginald McNamara & Jim Moran           |
| 1915     | Alfred Grenda & Alfred Hill             | Reginald McNamara & Bob Spears         | Percy Lawrence & Jake Magin             |
| 1916     | Marcel Dupuy & Oscar Egg                | Eddie Madden & Eddy Root               | Reginald McNamara & Bob Spears          |
| 1917     | Alfred Goullet & Jake Magin             | Frank Corry & Eddie Madden             | Willy Hanley & Alfred Hill              |
| 1918     | Jake Magin & Reginald McNamara          | Frank Corry & Eddie Madden             | Alfred Grenda & Alfred Hill             |
| 1919     | Alfred Goullet & Eddie Madden           | Marcel Dupuy & Oscar Egg               | Jake Magin & Reginald McNamara          |
| 1920 (1) | Alfred Goullet & Jake Magin             | Alfred Hill & Harry Kaiser             | Marcel Dupuy & Willy Hanley             |
| 1920 (2) | Ray Eaton & Harry Kaiser                | Alfred Goullet & Alfred Hill           | Eddie Madden & Jake Magin               |
| 1920 (3) | Maurice Brocco & Willy Coburn           | César Debaets & Aloïs Persijn          | Jules Van Hevel & Henri Van Lerberghe   |
| 1921 (1) | Oscar Egg & Piet van Kempen             | Maurice Brocco & Willy Coburn          | Willy Lorenz & Walter Rütt              |
| 1921 (2) | Maurice Brocco & Alfred Goullet         | Willy Coburn & Walter Rütt             | Percy Lawrence & Lloyd Thomas           |
| 1922 (1) | Alfred Grenda & Reginald McNamara       | Harry Kaiser & Alfred Taylor           | Maurice Brocco & Charles Deruyter       |
| 1922 (2) | Gaetano Belloni & Alfred Goullet        | Maurice Brocco & Willy Coburn          | Ray Eaton & Oscar Egg                   |
| 1923 (1) | Alfred Goullet & Alfred Grenda          | Sammy Gastman & Dave Lands             | Oscar Egg & Piet van Kempen             |
| 1923 (2) | Ernst Kockler & Percy Lawrence          | Piet van Kempen & Reginald McNamara    | Harry Horan & Eddie Madden              |
| 1924 (1) | Maurice Brocco & Marcel Buysse          | Anthony Beckman & Oscar Egg            | Harry Horan & Eddie Madden              |
| 1924 (2) | Piet van Kempen & Reginald McNamara     | Franco Giorgetti & Robert Walthour jr. | Marcel Buysse & Alfons Goossens         |
| 1925 (1) | Fred Spencer & Robert Walthour jr.      | Harry Horan & Reginald McNamara        | Alfons Goossens & Henri Stockelynck     |
| 1925 (2) | Gérard Debaets & Alfons Goossens        | Franco Giorgetti & Reginald McNamara   | Fred Spencer & Robert Walthour jr.      |
| 1926 (1) | Franco Giorgetti & Reginald McNamara    | Anthony Beckman & Carl Stockholm       | Charles Lacquehay & Georges Wambst      |
| 1926 (2) | Pietro Linari & Reginald McNamara       | Franco Giorgetti & Gaetano Belloni     | Carl Stockholm & Charly Winter          |
| 1927 (1) | Franco Giorgetti & Reginald McNamara    | Fred Spencer & Robert Walthour jr.     | Anthony Beckman & Otto Petri            |
| 1927 (2) | Fred Spencer & Charly Winter            | Georges Faudet & Gabriel Marcillac     | Norman Hill & Otto Petri                |
| 1928 (1) | Gérard Debaets & Franco Giorgetti       | Anthony Beckman & Gaetano Belloni      | Marcel Boogmans & Alfonso Zucchetti     |
| 1928 (2) | Franco Giorgetti & Fred Spencer         | Paul Broccardo & Alfred Letourneur     | Reginald McNamara & Klaas van Nek       |
| 1929 (1) | Willie Grimm & Dave Lands               | Robert Walthour jr. & Charly Winter    | George Dempsey & Norman Hill            |
| 1929 (2) | Gérard Debaets & Franco Giorgetti       | Franz Dülberg & Jimmie Walthour        | Anthony Beckman & Gaetano Belloni       |
| 1929 (3) | Gérard Debaets & Franco Giorgetti       | Franz Dülberg & Fred Spencer           | Paul Broccardo & Alfred Letourneur      |
| 1930 (1) | Gaetano Belloni & Gérard Debaets        | Anthony Beckman & Norman Hill          | Harry Horan & Harris Horder             |
| 1930 (2) | Paul Broccardo & Franco Giorgetti       | Adolphe Charlier & Roger De Neef       | Alfredo Binda & Pietro Linari           |
| 1931 (1) | Marcel Guimbretière & Alfred Letourneur | Paul Broccardo & Pietro Linari         | Willie Grimm & Emil Richli              |
| 1931 (2) | Marcel Guimbretière & Alfred Letourneur | Georges Coupry & Michel Pecqueux       | Gérard Debaets & Franco Giorgetti       |
| 1932 (1) | Reginald McNamara & William Peden       | Prudent Delille & Adolphe Van Nevele   | Marcel Guimbretière & Alfred Letourneur |
| 1932 (2) | William Peden & Fred Spencer            | Willie Grimm & Norman Hill             | Franco Giorgetti & Alfred Letourneur    |
| 1933 (1) | Gérard Debaets & Alfred Letourneur      | Alfredo Binda & Norman Hill            | Paul Croley & Jackie Sheehan            |
| 1933 (2) | Alfred Letourneur & William Peden       | Gérard Debaets & Norman Hill           | George Dempsey & Robert Walthour jr.    |
| 1934 (1) | Paul Broccardo & Marcel Guimbretière    | Gérard Debaets & Robert Thomas         | Edoardo Celestini & Tino Reboli         |
| 1934 (2) | Gérard Debaets & Alfred Letourneur      | Paul Broccardo & Adolf Schön           | Franco Giorgetti & Norman Hill          |
| 1935 (1) | Franco Giorgetti & Alfred Letourneur    | Gérard Debaets & Ewald Wissel          | Gaetano Belloni & Tino Reboli           |
| 1935 (2) | Gustav Kilian & Heinz Vöpel             | Alfred Crossley & Jimmy Walthour       | Paul Broccardo & Alfred Letourneur      |
| 1936 (1) | Gustav Kilian & Heinz Vöpel             | Omer De Bruycker & Frederick Verhaege  | Emile Diot & Emile Ignat                |
| 1936 (2) | Alfred Crossley & Jimmy Walthour        | William Peden & Robert Thomas          | Gérard Debaets & Alvaro Giorgetti       |
| 1937 (1) | Jean Aerts & Omer De Bruycker           | Emile Diot & Emile Ignat               | Tino Reboli & Robert Thomas             |
| 1937 (2) | Gustav Kilian & Heinz Vöpel             | Emile Diot & Emile Ignat               | Douglas Peden & William Peden           |
| 1938     | Gustav Kilian & Heinz Vöpel             | Douglas Peden & William Peden          | Alfred Crossley & Jimmy Walthour        |
| 1939 (1) | Douglas Peden & William Peden           | Gustav Kilian & Robert Thomas          | Alfred Crossley & Jimmy Walthour        |
| 1939 (2) | Cesare Moretti & Cecil Yates            | Douglas Peden & William Peden          | Jules Audy & Robert Thomas              |
| 1940-47  | non disputata                           | non disputata                          | non disputata                           |
| 1948 (1) | Angelo De Bacco & Alvaro Giorgetti      | Emile Ignat & Henri Surbatis           | Erwin Pesek & Charly Yaccino            |
| 1948 (2) | Emile Bruneau & Louis Saen              | Mathias Clemens & Lucien Gillen        | Gérard van Beek & Arie Vooren           |
| 1948 (3) | Alvaro Giorgetti & Cesare Moretti       | Charles Bergna & Angelo De Bacco       | Walter Diggelmann & Hugo Koblet         |
| 1949 (1) | Walter Diggelmann & Hugo Koblet         | Alvaro Giorgetti & Henri Surbatis      | René Cyr & Ferdinand Grillo             |
| 1949 (2) | Reginald Arnold & Alfred Strom          | Severino Rigoni & Ferdinando Terruzzi  | Kamiel Dekuysscher & Fernand Spelte     |
| 1950     | Severino Rigoni & Ferdinando Terruzzi   | Antonio Bevilacqua & Alvaro Giorgetti  | Bernard Bouvard & Roger Godeau          |
| 1951-58  | non disputata                           | non disputata                          | non disputata                           |
| 1959     | Leandro Faggin & Ferdinando Terruzzi    | Jan Plantaz & Wout Wagtmans            | Knud Lynge & Günther Ziegler            |
| 1960     | non disputata                           | non disputata                          | non disputata                           |
| 1961     | Oscar Plattner & Armin von Büren        | Leandro Faggin & Ferdinando Terruzzi   | Rudi Altig & Lucien Gillen              |